# Lehmannsbrücke

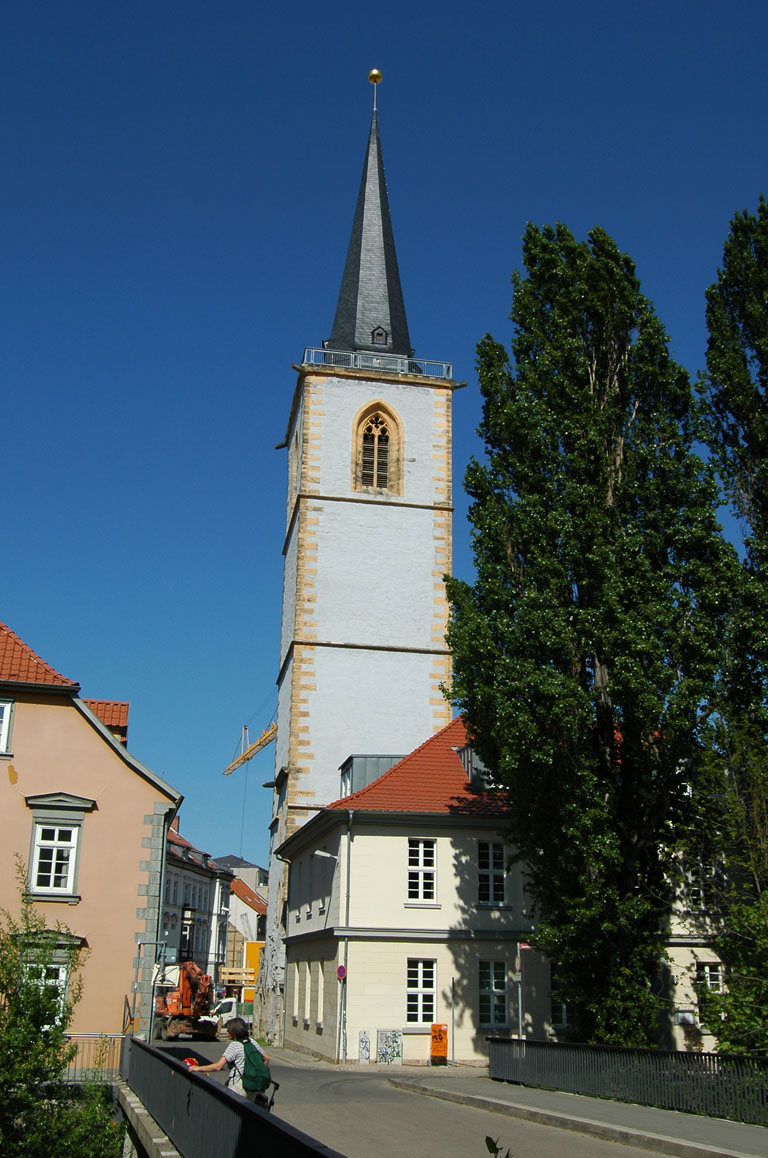
Blick über die Lehmannsbrücke zum Nicolaiturm

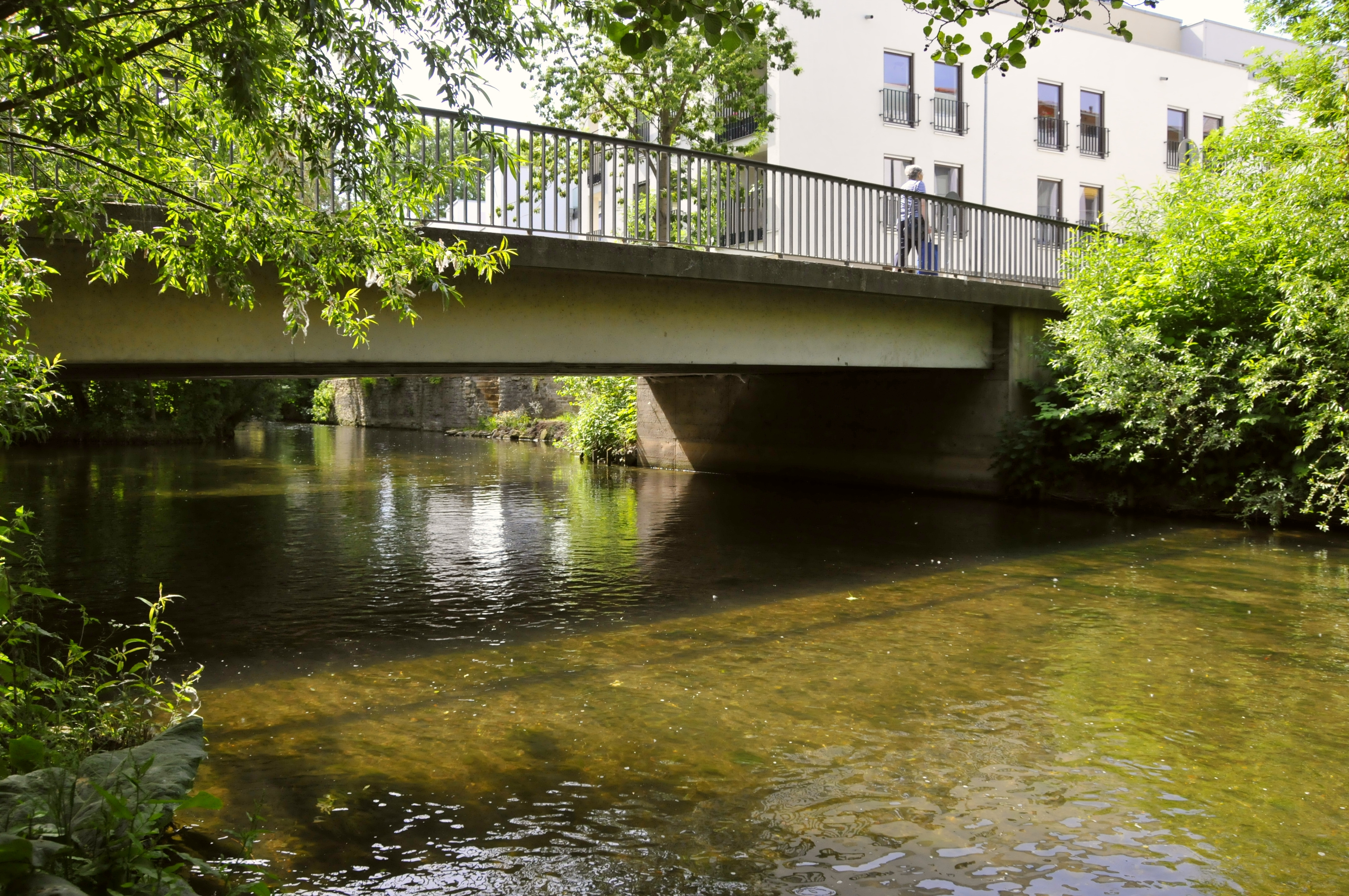
Lehmannsbrücke

Die Lehmannsbrücke ist eine Brücke in der thüringischen Stadt Erfurt. Sie wurde erstmals im Jahr 1108 als Liepwinesbrucca urkundlich erwähnt und ist in der Reihenfolge der urkundlichen Erwähnungen die älteste Brücke der Stadt. Der Name soll auf Lebuin von Deventer hinweisen. Sie führt im Verlauf der Augustinerstraße etwa auf halber Höhe zwischen Michaelisstraße und Augustinerkloster über den Breitstrom. Einer Erfurter Sage nach soll sie von einem Schäfer namens Lehmann errichtet worden sein.

## Die Sage vom Schäfer Lehmann
Einer Erfurter Sage nach soll ein Schäfer namens Lehmann seine Schafe an der Furt unterhalb der Schildchenmühle geweidet haben, als eines seiner Lämmer unweit eines Rosenstocks einen Goldschatz freischarrte. Aufgrund des unerwarteten Reichtums beschloss er, in die Stadt zu ziehen, was aber Schafhirten nicht erlaubt war. Schäfer Lehmann bot daraufhin der Stadt an, an der Stelle eine Steinbrücke zu errichten, wenn die Stadtväter ihm im Gegenzug nördlich der Furt soviel Land zugestehen, wie weit er einen Lehmklumpen schleudern kann. Nachdem die Erfurter Räte darauf eingegangen waren, warf Schäfer Lehmann den Klumpen mit Hilfe seiner Schäferschippe und errichtete wie versprochen die Lehmannsbrücke.

## Geschichte
Die urkundliche Ersterwähnung der Lehmannsbrücke erfolgte 1108 im Zuge der Übertragung eines am Nordende der Brücke gelegenen Hofes von Erzbischof Ruthard an den Abt von Kloster Reinhardsbrunn. Ab dem 13. Jahrhundert führte ein Abzweig der Via Regia in Richtung Merseburg über die Brücke. Damit gehörte sie zum mittelalterlichen Handelszentrum von Erfurt, das sich zwischen der Lehmannsbrücke, der Krämerbrücke und der Allerheiligenkirche befand und zu dem auch das Quartier der Erfurter Juden gehörte. Unmittelbar an der Brücke lag der so genannte Judenzoll, ein Gebäude, in dem die Erfurter Juden jedes Jahr zu Weihnachten ihre Abgaben an den Kaiser entrichten mussten. Am südlichen Ende der Brücke befindet sich die Georgenburse, wo der junge Martin Luther als Student von 1501 bis zu seinem Eintritt ins Augustinerkloster 1505 gewohnt hatte. Am nördlichen Ende der Brücke befand sich bis 1747 als Brückenkopfkirche die Nikolaikirche, von der heute nur noch der Kirchturm erhalten ist.
Ursprünglich als Holzbrücke erbaut, wurde sie nach wiederholten Zerstörungen durch Hochwasser 1342 als Steinbrücke errichtet. Es war eine rund 28 Meter lange, 7,5 Meter breite  Bogenbrücke aus Kalksteinmauerwerk. Sie hatte vier Gewölbe mit lichten Weiten von 5,4 Metern bis 5,8 Metern. Im Jahr 1884 wurden zwecks Verbreiterung der Fahrbahn die Brüstungen durch eiserne Geländer ersetzt. Aufgrund unzureichender Standsicherheit des Bauwerks erfolgte 1977 ein Ersatzneubau mit Spannbetonfertigteilträgern.
Die Brücke ist heute für den Durchgangsverkehr gesperrt, wird aber bei Baumaßnahmen sowie bei innerstädtischen Veranstaltungen wie dem Krämerbrückenfest für Anwohner geöffnet. Versenkbare Poller ermöglichen die Durchfahrt für Einsatzfahrzeuge und für Stadtrundfahrten.